# Legosoldaten
Legosoldaten är en amerikansk actionfilm från 2006 i regi av Don E. FauntLeRoy med Steven Seagal i huvudrollen.

## Handling
Före detta CIA-agenten John Seeger (Seagal) är en hårdhudad Legosoldat som alltid fullföljer sina uppdrag, oavsett vad som händer. Han förlorar en vän under ett uppdrag i Sydafrika. Seeger lovar sin vän att se efter hans son och hustru när han lämnar jordelivet. Kort efter att Seeger lämnat de sorgliga nyheterna till vännens familj, kidnappas de och han tvingas leda en operation som går ut på att bryta sig in i ett av de bäst bevakade fängelserna i landet och befria en ung fånge för att de ska släppas. Men kommer hans nya arbetsgivare hålla sitt ord?

## Seagalism
- Fans har kritiserat filmen för att Seagals karaktär dödar några oskyldiga poliser och banktjänstemän.

## Rollista (i urval)
- Steven Seagal - John Seeger
- Luke Goss - Dresham
- Roger Guenveur Smith - Chapel
- Jacqueline Lord - Maxine
- Adrian Galley - Bulldog
- Michael Kenneth Williams - Samuel
- Langley Kirkwood - Kreuger